# Dianasee (Berlin)
Der Dianasee liegt im Westen des Berliner Bezirks Charlottenburg-Wilmersdorf am Rande der Villenkolonie Grunewald. Er ist benannt nach Diana, der römischen Göttin der Jagd, des Mondes und der Geburt, auch Beschützerin der Frauen und Mädchen.
Der kleine, längliche See mit einer Fläche von etwa 25.000 m² wird über eine Rohrleitung vom Grunewaldsee gespeist. Er gehört zur glazialen Rinne der Grunewaldseenkette, die sich nach Nordosten mit dem Koenigssee fortsetzt, der direkt mit dem Dianasee verbunden ist. Nach Südwesten folgt der Hundekehlesee, allerdings ist die Grunewaldrinne zuvor durch drei bebaute Straßenzüge unterbrochen und erst wieder in einem kleinen unscheinbaren und namenlosen Park wahrnehmbar, der dem Dianasee südlich der Fontanestraße vorgelagert ist und mit seinem abgeknickten Verlauf den engen Bogen andeutet, den die Grunewaldrinne hier ursprünglich genommen hat.

## Künstlicher See von 1889

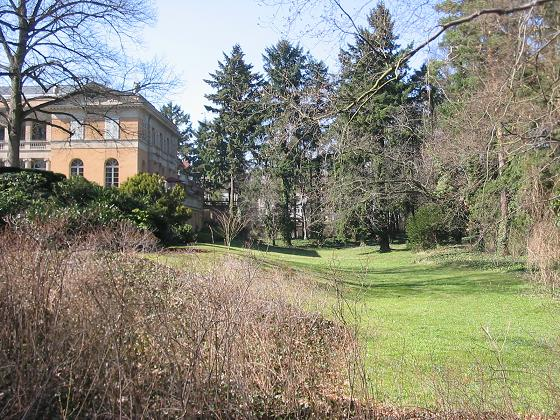
Dianasee, vorgelagerter Park

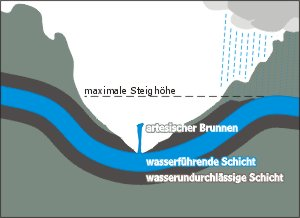
Prinzip eines artesischen Brunnens

Wie die drei weiteren Seen in unmittelbarer Nachbarschaft, Koenigssee, Herthasee und Hubertussee, zählt auch der Dianasee nicht zu den ursprünglichen Seen der Grunewaldkette. Vielmehr befand sich in diesem ehemaligen Waldgebiet eine sumpfig morastige Senke als Verbindung vom Hundekehlesee zum Halensee, ähnlich den heutigen Naturschutzgebieten Langes Luch und Riemeisterfenn. In den 1880er Jahren verkaufte der preußische Staat nach persönlicher Intervention von Kanzler Otto von Bismarck 234 Hektar des Forstes Grunewald an ein Bankenkonsortium, das nach der Trockenlegung des Gebietes die „Villenkolonie Grunewald“ errichtete. 
In den verlandeten Mooren – das Areal des Dianasees hieß zuvor „Diebsloch“ – hoben die Baumeister mit Hilfe polnischer Arbeiter 1889 innerhalb eines Jahres die vier Seen aus, die Wasserfüllung erfolgte mittels artesischer Brunnen. Die Villen gruppierten sich malerisch um die Seen, dabei blieben die Seeufer und Hangbereiche frei von jeder Bebauung und wurden zu privaten Garten- und Parkanlagen der Unternehmer, Bankiers, Professoren und Künstler, die in großer Zahl in das Gebiet kamen. Erst seit den 1980er Jahren sind rund 280 Meter am See von der parallel verlaufenden Koenigsallee und von der Fontanestraße aus öffentlich zugänglich, die im Rahmen der Fertigstellung des „Grunewalder Uferwanderweges“ auf 680 Meter erweitert werden sollen. Da der Bezirk zurzeit keine Grundstücke ankaufen kann, ruht das Vorhaben, das Bestandteil eines Landschaftsplans für die „kleine“ Grunewalder Seenkette ist.

## Hasensprungbrücke

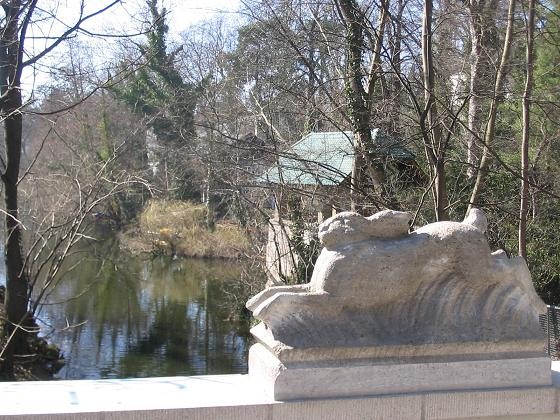
Dianasee

Passend zur Pracht des „Millionärsviertels“ erfolgte die Anlage der Brücken, beispielsweise der heute als Baudenkmal geschützten Hasensprungbrücke aus dem Jahr 1920. Die Brücke überspannt die schmale Verbindungsrinne zwischen Dianasee und Koenigssee auf dem Fußgängerweg „Hasensprung“. Die Benennung erfolgte nach einer Weinbaulage westlich von Winkel im Rheingau in Hessen. Angeblich geht dieser und gehen verschiedene weitere Namensgebungen im Viertel nach Weinorten oder auch nach Rebsorten auf einen weinseligen Abend einiger Koloniegründer zurück. Die Brücke mit ihren Hasenskulpturen von Eberhard Encke bietet einen reizvollen Blick auf die beiden Seen. 

## Siehe ausführlicher
- zum Uferwanderweg und Landschaftsplan: Koenigssee
- zu den Prachtvillen im Viertel: Hundekehlesee